# Oswald Wondrak
Oswald Wondrak (* 1906; † 1985) war ein deutscher Kommunalpolitiker. Er war von 1938 bis 1942/45 Bürgermeister der Stadt Gablonz an der Neiße und von 1952/56 bis 1972 dritter Bürgermeister der Stadt Kaufbeuren.

## Leben und Wirken
Wondrak wurde 1938 im neugebildeten Reichsgau Sudetenland zum Bürgermeister von Gablonz an der Neiße gewählt. Er war in jenem Jahr der NSDAP beigetreten. Die Stadt Gablonz hatte damals über 28.000 Einwohner. Im Jahr 1942 wurde er zum Wehrdienst bei der Wehrmacht einberufen. Er wurde ab diesem Zeitpunkt durch seinen Stellvertreter Karl Lehmann vertreten.
Nach der Kriegsgefangenschaft ging er nach Bayern. Dort arbeitete er ab 1950 maßgeblich am Aufbau von Neugablonz als neuem Stadtteil von Kaufbeuren mit. Im Jahr 1952 wurde er zum ehrenamtlichen dritten Bürgermeister von Kaufbeuren gewählt, 1956 übernahm er hauptamtlich diese Funktion und blieb bis 1972 im Amt. Auf Wondraks Initiative wurde u. a. 1966 der Kulturring Kaufbeuren gegründet. Seine Ehefrau Hanne wurde als Bildhauerin bekannt.
Anlässlich seines 100. Geburtstages 2006 wurde Wondrak im Rahmen eines Festwochenendes umfangreich in Neugablonz gewürdigt. Seine Tochter hob bei den Feierlichkeiten hervor, dass ihr Vater „für die Autonomie der Sudetendeutschen gekämpft, aber auch zum freundlichen Miteinander mit den Tschechen aufgerufen“ habe. Zu den Anwesenden zählte auch Albert Prinz von Sachsen.